# ليه ويليس
ليه ويليس (بالإنجليزية: Les Willis)‏ هو لاعب كرة قاعدة أمريكي، ولد في 17 يناير 1908 في ناكوغدوشس في الولايات المتحدة، وتوفي في 22 يناير 1982 في جاسبر في الولايات المتحدة.

## وصلات خارجية
- ليه ويليس على موقعبيزبول رفرنس.كوم (الدوري الرئيسي) (الإنجليزية)
- ليه ويليس على موقعبيزبول رفرنس.كوم (الدوري الثانوي) (الإنجليزية)